# Johanna von Koczian
Johanna von Koczian, född 30 oktober 1933 i Berlin, död 13 februari 2024 i Berlin, var en tysk skådespelare. Hon debuterade i en TV-film 1955 och sin första filmroll gjorde hon i en nyinspelning av 1930-talsfilmen Viktor och Viktoria 1957. Flera stora filmroller följde, bland annat i Kurt Hoffmanns satirfilm Bedårande barn av sin tid 1958. Johanna von Koczian medverkade i tyska filmer och TV-produktioner in på 2010-talet.

## Filmografi, urval
- 1957 – Viktor und Viktoria
- 1958 – Bedårande barn av sin tid
- 1959 – För första gången
- 1959 – Ståltrådsnaran